# Selika III
Selika III is een bestuurslaag in het regentschap Kaur van de provincie Bengkulu, Indonesië. Selika III telt 530 inwoners (volkstelling 2010).